# Bonaventura Cavalieri
Bonaventura Francesco Cavalieri (vjerojatno Milano, 1598. – Bologna, 3. prosinca ili 30. studenog 1647.), talijanski isusovac. 
Na njegov interes za matematiku presudno je utjecao Galileo Galilej, kojeg je upoznao za vrijeme svojeg boravka u samostanu u Pisi. Cavalieri se bavio raznim područjima matematike, fizike i astronomije. Objavio je i nekoliko vrlo zapaženih radova iz astrologije, a priredio je i logaritamske tablice, te tablice logaritama trigonometrijskih funkcija za uporabu u astronomiji.
Cavalierieva načela u današnjem izričaju suvremen su zapis njegovih stavaka o nedjeljivim veličinama, koje je izložio u radu "Geometria indivisibilibus continuorum nova quadam ratione promota" (1635.), a koji su inspirirani Arhimedovim radovima.
Bio je predavač matematike na Sveučilištu u Bologni i putem pisama održavao stalne veze s najuglednijim matematičarima svojeg vremena.

## Cavalierijev princip
Za ovog velikog matematičara veže se jednostavno načelo, tzv. Cavalijerijev princip. Cavalijerijev princip za površine kaže da ako se dva lika mogu postaviti tako da njihovi presjeci s pravcima paralelnima jednom zadanom pravcu imaju istu duljinu, tada oni imaju jednake površine. Analogno, Cavalijerijev princip za obujme kaže da ako se dva tijela mogu postaviti tako da njihovi presjeci s ravninama paralelnima jednoj zadanoj ravnini imaju jednake površine, tada ta dva tijela imaju jednake obujme. 
Ovim se načelom metodom analogije često dokazuju spomenute veličine raznih geometrijskih likova i tijela. 